# Distretto di Poroy
Il distretto di Poroy è uno degli otto distretti della provincia di Cusco, in Perù. Si trova nella regione di Cusco.